# Banda modulada
La banda modulada en el campo de las telecomunicaciones consiste en adaptar la señal al medio por el que se va a transmitir. Puede ser tanto una señal digital por medio analógico como una señal analógica por medio digital.
En el caso de que la señal tenga la misma naturaleza que el medio por el que se va a transmitir se denomina banda base.

## Concepto
El sistema de conversión es el resultado de una suma de señales.
{\displaystyle U_{p}(t)+U_{m}(t)=U_{M}(t)}
Donde:
- {\displaystyle U_{m}(t)} corresponde a la señal moduladora, son los datos,
- {\displaystyle U_{p}(t)} corresponde a la señal portadora), y
- {\displaystyle U_{M}(t)} es la señal modulada.

Todas tienen las mismas características, es decir, todas son analógicas o digitales.

## Modulación analógica
Consiste en la variación de las diferentes variables (amplitud, frecuencia, fase) de la señal portadora {\displaystyle U_{p}(t)}.
{\displaystyle U_{p}(t)=\nu sin(\omega t+\phi )}

### ASK (modulación por variación de amplitud)
Para este caso la variable {\displaystyle \nu =U_{m}(t)} donde, por ejemplo {\displaystyle U_{m}(t)={0,1}}.
Entonces el resultado de la modulación sería:
{\displaystyle U_{M}(t)=U_{m}(t)sin(\omega t+\phi )}
De manera análoga se modula FSK (modulación por variación de frecuencia) y PSK (modulación por variación de fase)

## Modulación digital
Según el teorema de muestreo, necesitamos muestrear dos veces el ancho de banda por el medio donde se va a trasmitir.
- PCM: A cada muestra se le asigna un valor binario.
- PCM diferencial: Se cuantifica la diferencia entre muestras (0 crece, 1 decrece) y la diferencia.
- DM (modulación delta): Sólo trasmite 0 si crece y 1 si decrece. Sin tener en cuenta la diferencia.